# Roques Blanques (Sant Celoni)
Les Roques Blanques és una muntanya de 291 metres que es troba al municipi de Sant Celoni, a la comarca del Vallès Oriental.